# Asplenium stenolobum
Asplenium stenolobum är en svartbräkenväxtart som beskrevs av Carl Frederik Albert Christensen. Asplenium stenolobum ingår i släktet Asplenium och familjen Aspleniaceae. Inga underarter finns listade.